# Stellaria celsa
Stellaria celsa là loài thực vật có hoa thuộc họ Cẩm chướng. Loài này được Ravenna mô tả khoa học đầu tiên năm 2006.